# Moreux (krater)
Moreux är en nedslagskrater på planeten Mars. Kratern är namngiven efter den franske astronomen Théophile Moreux
Kratern har en diameter på ungefär 131 km.